# Alterskranke
Alterskranke eller knæfald, er det lave rækværk med tilhørende hynde, der findes foran alteret i en kirke. Det er det sted, hvor menigheden kan modtage nadvermåltidet ved altergangen. Alterskranken blev først indført i kirkerne efter reformationen. I grundformen kan det være en halv rund cirkel, en halv oval eller tre sider i en firkant. Trinnet, der hæver sig ca. 30 cm. over korets gulv. Rækværket, som er oftest ca. 80-90 cm. højt, skal ikke opfattes som en afspærring, men tjener derimod som støtte, når man knæler ned på skranken. Rækværket kan være udført af træ, smedejern eller måske endda af mere ædle metaller. De kan undertiden være uhyre kunstfærdigt udførte. Kanten eller håndlisten, hvorpå man stiller de små alterbægre, er altid af nyere dato, da man tidligere drak direkte af alterkalken.
På den usynlige halvdel af cirklen sidder ifølge traditionen mennesker og engle fra Himmelen, hvormed nadveren rækker symbolsk ind i evigheden.